# Lliga cèltica de rugbi 2020-2021
La Lliga cèltica de rugbi 2020-2021 és la temporada 2020-2021 de la Lliga cèltica de rugbi on el vigent campió són el Leinster Rugby que defensa el títol conservat l'any passat, s'inicià el 2 d'octubre del 2020. En raó de la crisi sanitària, la temporada fou més curta amb només setze jornades en lloc de vint-i-dos. Les dues franquícies sud-africanes no van poder jugar aquest any. Per quarta vegada de seguida, el Leinster Rugby guanyà la Copa per 16 a 6 enfront del Munster Rugby.

## Fase preliminar
| Clubs                  | BRT     | CB      | TC | CR      | ER      | GW      | SK | S       | LR      | MR      | NGD     | O       | UR      | Z       |
| ---------------------- | ------- | ------- | -- | ------- | ------- | ------- | -- | ------- | ------- | ------- | ------- | ------- | ------- | ------- |
| Benetton Rugby Treviso |         | 14 – 29 |    | 17 – 19 |         |         |    | 3 – 10  | 25 – 37 | 16 – 18 | 19 – 26 |         |         | 15 – 24 |
| Cardiff Blues          | 22 – 5  |         |    | 29 – 7  | 34 – 15 | 10 – 19 |    | 29 – 20 |         | 11 – 20 |         | 3 – 17  | 7 – 11  |         |
| Toyota Cheetahs        |         |         |    |         |         |         |    |         |         |         |         |         |         |         |
| Connacht Rugby         | 31 – 14 | 32 – 17 |    |         | 14 – 15 | 28 – 24 |    | 14 – 20 |         | 10 – 16 |         | 20 – 26 | 19 – 32 |         |
| Edinburgh Rugby        |         | 18 – 0  |    | 26 – 37 |         | 10 – 7  |    | 25 – 27 |         | 10 – 22 |         | 10 – 25 | 14 – 43 |         |
| Glasgow Warriors       | 46 – 25 |         |    |         | 23 – 22 |         |    | 20 – 7  | 19 – 32 | 13 – 27 | 22 – 23 | 30 – 25 | 13 – 19 |         |
| Southern Kings         |         |         |    |         |         |         |    |         |         |         |         |         |         |         |
| Scarlets               | 41 – 17 | 10 – 13 |    | 41 – 36 | 3 – 6   |         |    |         | 25 – 52 | 27 – 30 | 20 – 3  |         |         | 18 – 17 |
| Leinster Rugby         |         | 40 – 5  |    | 24 – 35 | 50 – 10 | 40 – 21 |    |         |         |         | 35 – 5  | 19 – 24 | 24 – 12 | 63 – 8  |
| Munster Rugby          | 31 – 17 | 38 – 27 |    | 20 – 17 | 25 – 23 |         |    | 28 – 10 | 10 – 13 |         |         | 38 – 22 |         | 52 – 3  |
| Newport Gwent Dragons  |         | 12 – 13 |    | 20 – 30 | 24 – 17 | 26 – 17 |    |         | 29 – 35 | 16 – 28 |         | 20 – 28 | 22 – 26 | 26 – 18 |
| Ospreys Rugby          | 24 – 20 |         |    |         |         | 23 – 15 |    | 14 – 16 | 7 – 26  |         | 20 – 31 |         | 12 – 24 | 10 – 0  |
| Ulster Rugby           | 35 – 24 |         |    |         |         | 40 – 15 |    | 26 – 24 | 19 – 38 | 15 – 10 | 40 – 17 | 21 – 7  |         | 49 – 3  |
| Zebre                  | 22 – 18 | 6 – 16  |    | 12 – 47 | 10 – 26 | 20 – 31 |    |         | 31 – 48 |         | 26 – 15 | 23 – 17 | 14 – 57 |         |

## Classificació
| Classificació general de la Lliga cèltica | Classificació general de la Lliga cèltica | Classificació general de la Lliga cèltica | Classificació general de la Lliga cèltica | Classificació general de la Lliga cèltica | Classificació general de la Lliga cèltica | Classificació general de la Lliga cèltica | Classificació general de la Lliga cèltica | Classificació general de la Lliga cèltica | Classificació general de la Lliga cèltica | Classificació general de la Lliga cèltica | Classificació general de la Lliga cèltica | Classificació general de la Lliga cèltica | Classificació general de la Lliga cèltica | Classificació general de la Lliga cèltica |
| Conferència A                             | Conferència A                             | Conferència A                             | Conferència A                             | Conferència A                             | Conferència A                             | Conferència A                             | Conferència A                             | Conferència A                             | Conferència A                             | Conferència A                             | Conferència A                             | Conferència A                             | Conferència A                             | Conferència A                             |
| Class.                                    | Clubs                                     | Pts                                       | J                                         | G                                         | E                                         | P                                         | B0                                        | BD                                        | pf                                        | pc                                        | p±                                        | af                                        | ac                                        | a±                                        |
| ----------------------------------------- | ----------------------------------------- | ----------------------------------------- | ----------------------------------------- | ----------------------------------------- | ----------------------------------------- | ----------------------------------------- | ----------------------------------------- | ----------------------------------------- | ----------------------------------------- | ----------------------------------------- | ----------------------------------------- | ----------------------------------------- | ----------------------------------------- | ----------------------------------------- |
| 1.                                        | Leinster Rugby                            | 71                                        | 16                                        | 14                                        | 0                                         | 2                                         | 14                                        | 1                                         | 576                                       | 285                                       | 291                                       | 82                                        | 33                                        | 49                                        |
| 2.                                        | Ulster Rugby                              | 64                                        | 16                                        | 14                                        | 0                                         | 2                                         | 8                                         | 0                                         | 469                                       | 263                                       | 206                                       | 65                                        | 34                                        | 31                                        |
| 3.                                        | Ospreys Rugby                             | 36                                        | 16                                        | 8                                         | 0                                         | 8                                         | 1                                         | 3                                         | 301                                       | 318                                       | -17                                       | 34                                        | 39                                        | -5                                        |
| 4.                                        | Glasgow Warriors                          | 30                                        | 16                                        | 6                                         | 0                                         | 10                                        | 2                                         | 4                                         | 335                                       | 377                                       | -21                                       | 40                                        | 47                                        | -7                                        |
| 5.                                        | Newport Gwent Dragons                     | 29                                        | 16                                        | 6                                         | 0                                         | 10                                        | 2                                         | 3                                         | 315                                       | 394                                       | -72                                       | 36                                        | 50                                        | -14                                       |
| 6.                                        | Zebre                                     | 17                                        | 16                                        | 4                                         | 0                                         | 12                                        | 0                                         | 1                                         | 237                                       | 508                                       | -271                                      | 22                                        | 69                                        | -47                                       |
| Conferència B                             |                                           |                                           |                                           |                                           |                                           |                                           |                                           |                                           |                                           |                                           |                                           |                                           |                                           |                                           |
| Class.                                    | Clubs                                     | Pts                                       | J                                         | G                                         | E                                         | P                                         | B0                                        | BD                                        | pf                                        | pc                                        | p±                                        | af                                        | ac                                        | a±                                        |
| 1.                                        | Munster Rugby                             | 64                                        | 16                                        | 14                                        | 0                                         | 2                                         | 6                                         | 2                                         | 413                                       | 250                                       | 163                                       | 49                                        | 26                                        | 23                                        |
| 2.                                        | Connacht Rugby                            | 45                                        | 16                                        | 8                                         | 0                                         | 8                                         | 7                                         | 6                                         | 396                                       | 353                                       | 43                                        | 53                                        | 46                                        | 7                                         |
| 3.                                        | Scarlets                                  | 39                                        | 16                                        | 8                                         | 0                                         | 8                                         | 3                                         | 4                                         | 319                                       | 333                                       | -14                                       | 36                                        | 38                                        | -2                                        |
| 4.                                        | Cardiff Blues                             | 36                                        | 16                                        | 8                                         | 0                                         | 8                                         | 3                                         | 1                                         | 265                                       | 284                                       | -19                                       | 30                                        | 32                                        | -2                                        |
| 5.                                        | Edinburgh Rugby                           | 25                                        | 15                                        | 5                                         | 0                                         | 10                                        | 1                                         | 4                                         | 247                                       | 344                                       | -104                                      | 29                                        | 43                                        | -14                                       |
| 6.                                        | Benetton Rugby Treviso                    | 7                                         | 15                                        | 0                                         | 0                                         | 15                                        | 1                                         | 6                                         | 251                                       | 415                                       | -185                                      | 34                                        | 53                                        | -19                                       |

## Fase final
| Final          | Final  | Final         |
| -------------- | ------ | ------------- |
| Leinster Rugby | 16 – 6 | Munster Rugby |

| Campió         |
| -------------- |
| Leinster Rugby |